# Rederi Mälarstaden
Rederi Mälarstaden AB är ett svenskt familjeägt rederi i Västerås, som bedriver passagerar- och annan trafik i Mälaren. Det grundades 2007 och övertog då Västerås stads båttrafik. År 2018 köptes delar av Arboga Rederi, med fartyget M/S Tor.

## Fartyg 2022
- Passagerarfärjan M/S Elba, byggd 1897 av Brodins varv i Gävle
- Passagerarbåten M/S Kungsörnen
- Passagerarbåten M/S Havsörnen, byggd 1965 av Boghammar Marin i Lidingö
- Taxibåten M/S Örnungen, byggd 2017
- Bogserbåten Anund
- Bogserbåten Athos

## Bildgalleri

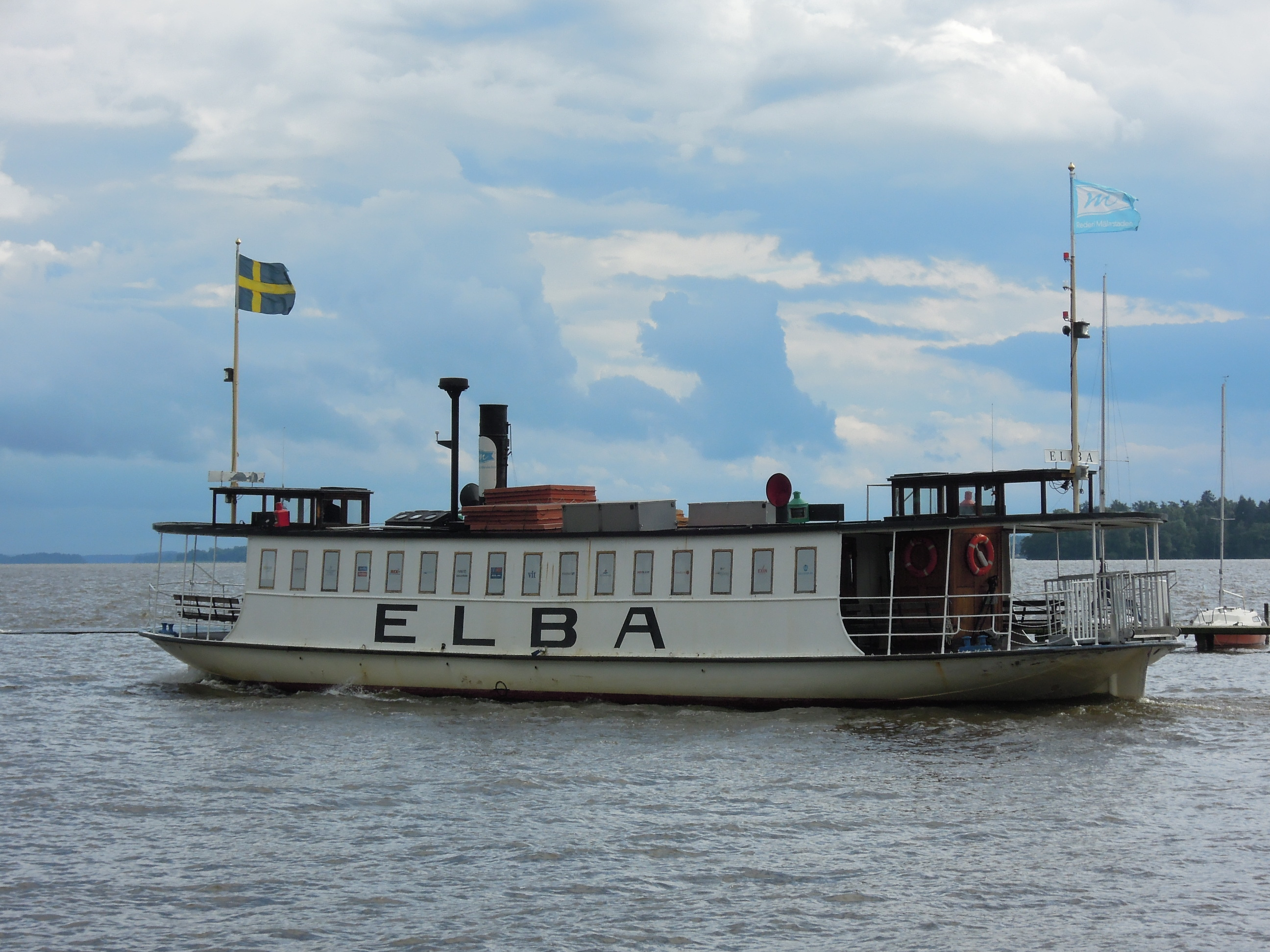
M/S Elba
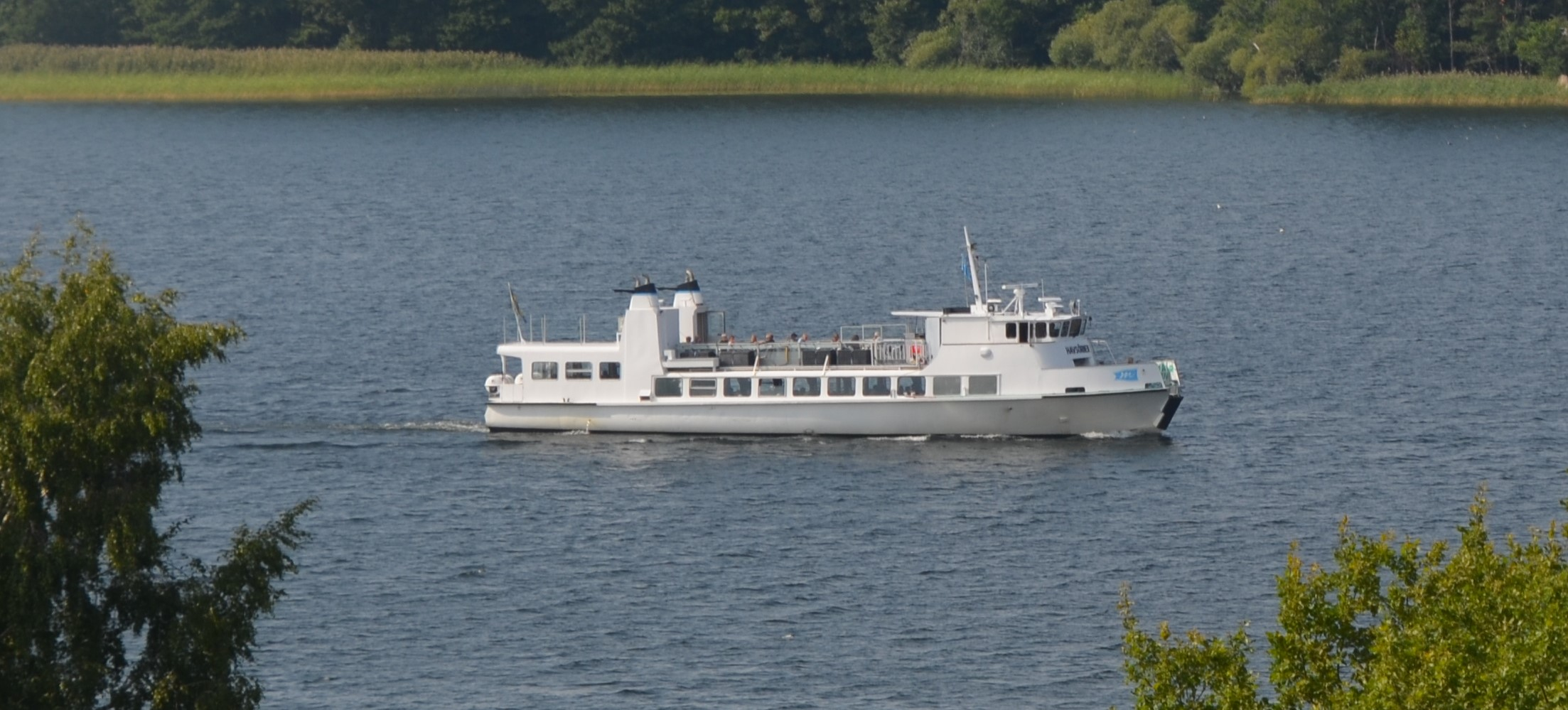
M/S Havsörnen